# Wessel Dammers
Wessel Dammers, né le 1er mars 1995 à Ouderkerk aan den IJssel aux Pays-Bas, est un footballeur néerlandais qui évolue au poste de défenseur central au Randers FC.

## Biographie

### En club
Né à Ouderkerk aan den IJssel aux Pays-Bas, Wessel Dammers est formé par le Feyenoord Rotterdam. Il joue son premier match en professionnel avec ce club, le 11 décembre 2014, lors d'une rencontre de championnat face au Standard de Liège. Il entre en jeu à la place de Terence Kongolo et son équipe s'impose par trois buts à zéro.
Barré par la concurrence au Feyenoord avec la présence notamment d'Eric Botteghin et de Jan-Arie van der Heijden, Dammers est prêté le 25 août 2015 au SC Cambuur pour une saison.
Lors de l'été 2020, Wessel Dammers rejoint le FC Groningue. En fin de contrat à l'issue de la saison 2019-2020, il rejoint le club librement. Le transfert est annoncé dès le 27 mars 2020,.
Dammers joue son premier match pour Groningue le 13 septembre 2020, lors de la première journée de la saison 2020-2021 d'Eredivisie face au PSV Eindhoven. Il est titularisé et son équipe s'incline par trois buts à un. Il inscrit son premier et unique but pour Groningue le 19 décembre 2020, lors d'une rencontre de championnat face au Sparta Rotterdam. Titulaire, il ouvre le score et contribue à la victoire de son équipe (2-3 score final).
Le 29 janvier 2022, Dammers est prêté jusqu'à la fin de la saison au Willem II.
Dammers marque son premier but pour Willem II le 7 mai 2022, à l'occasion d'un match de championnat face au Heracles Almelo. Titulaire, il contribue à la victoire de son équipe en ouvrant le score après quinze minutes de jeu (2-0 score final).
Le 24 août 2022, Dammers rejoint définitivement Willem II. Il signe un contrat de trois ans, soit jusqu'en juin 2026,.
En juillet 2023, Wessel Dammers rejoint le Danemark pour s'engager en faveur du Randers FC. Le transfert est annoncé le 25 juin 2023, et il signe un contrat de trois ans, soit jusqu'en juin 2026,.

### En sélection
Avec les moins de 19 ans, Wessel Dammers joue un total de sept matchs et marque un but, entre 2013 et 2014. Le seul but qu'il marque avec cette sélection a lieu le 13 octobre 2013 contre la Turquie. Entré en jeu à la place de Queensy Menig, il marque en fin de match (1-3 pour les Pays-Bas score final).
Wessel Dammers joue son premier et unique match avec l'équipe des Pays-Bas espoirs le 13 novembre 2014 contre la Allemagne. Il entre en jeu à la place de Vincent Janssen lors de cette rencontre perdue par son équipe (3-1).